# Vertrek van aankomst
Vertrek van aankomst (Engelse titel: One step from Earth) is een bundel sciencefictionverhalen uit 1970 van de Amerikaanse schrijver Harry Harrison. Het origineel werd uitgebracht door The Macmillan Company in New York. De Nederlandse versie werd uitgegeven door Uitgeverij Het Spectrum in de Prisma Pocketsreeks onder catalogusnummer 1498.

## Synopsis
Harrison had een manier gevonden om teleportatie mogelijk te maken: de Materopoort. Het bestond uit een scherm, waarbij men door middel van een in te voeren code overal in het heelal kan komen. De gebruiker moet in het scherm stappen en stapt dan direct op de plaats van bestemming uit. Harrison, bekend van luchtige verhalen, exploreerde de mogelijkheden en onmogelijkheden van zijn eigen systeem in negen verhalen.
De negen verhalen dragen de titels:
1. Stap van de aarde af (One step from Earth)
2. Onder druk (Pressure); het verhaal heeft een Nederlands tintje; ruimteschip C. Huygens daalt af in de dampkring van Saturnus; teleportatie gaat moeilijk vanwege drukverschil
3. Geen oorlogstrom of krijgsgeluid (No war or battle’s sound)
4. En de Heer kiest zijn Vrouw (Wife to the Lord); tirannieke wereldregeerder, een God op zijn planeet, trouwt met beeldschone vrouw van een andere planeet; beiden moeten door de schermen; de bevalling levert een kind met stralenkrans op
5. Wachten (Waiting place); man komt abusievelijk terecht op de planeet Fangnis; de planeet heeft alleen een scherm dat toegang geeft naar de planeet, men kan er niet door eenzelfde scherm vertrekken
6. De mensenredders (The life preservers)
7. Niet om het gewin (From fanaticism, or for reward)
8. Een opdracht van gewicht (Heavy duty)
9. Een geschiedenis van het einde (A tale of the ending)